# Cotinusa distincta
Espèce
Synonymes
- Sadala distincta Peckham & Peckham, 1888

Cotinusa distincta est une espèce d'araignées aranéomorphes de la famille des Salticidae.

## Distribution
Cette espèce se rencontre du Mexique au Pérou.

## Description
Le mâle holotype mesure 5,3 mm.

## Publication originale
- Peckham & Peckham, 1888 : Attidae of North America. Transactions of the Wisconsin Academy of Sciences, Arts, and Letters, vol. 7, p. 1-104 (texte intégral).